# Phuntsholing
Phuntsholing is een grensstad in het zuiden van de Himalayastaat Bhutan, tegenover de Indische stad Jaigaon. In 2006 had de stad volgens een officiële schatting 22.000 inwoners. Op de grens tussen Bhutan en India staat een poort die men kan passeren zonder papieren te moeten tonen. In Phuntsholing bevindt zich ook het hoofdkwartier van de Bank van Bhutan. Dankzij de nabijheid van India is de stad ook een belangrijk economische centrum.